# 宍塚大池

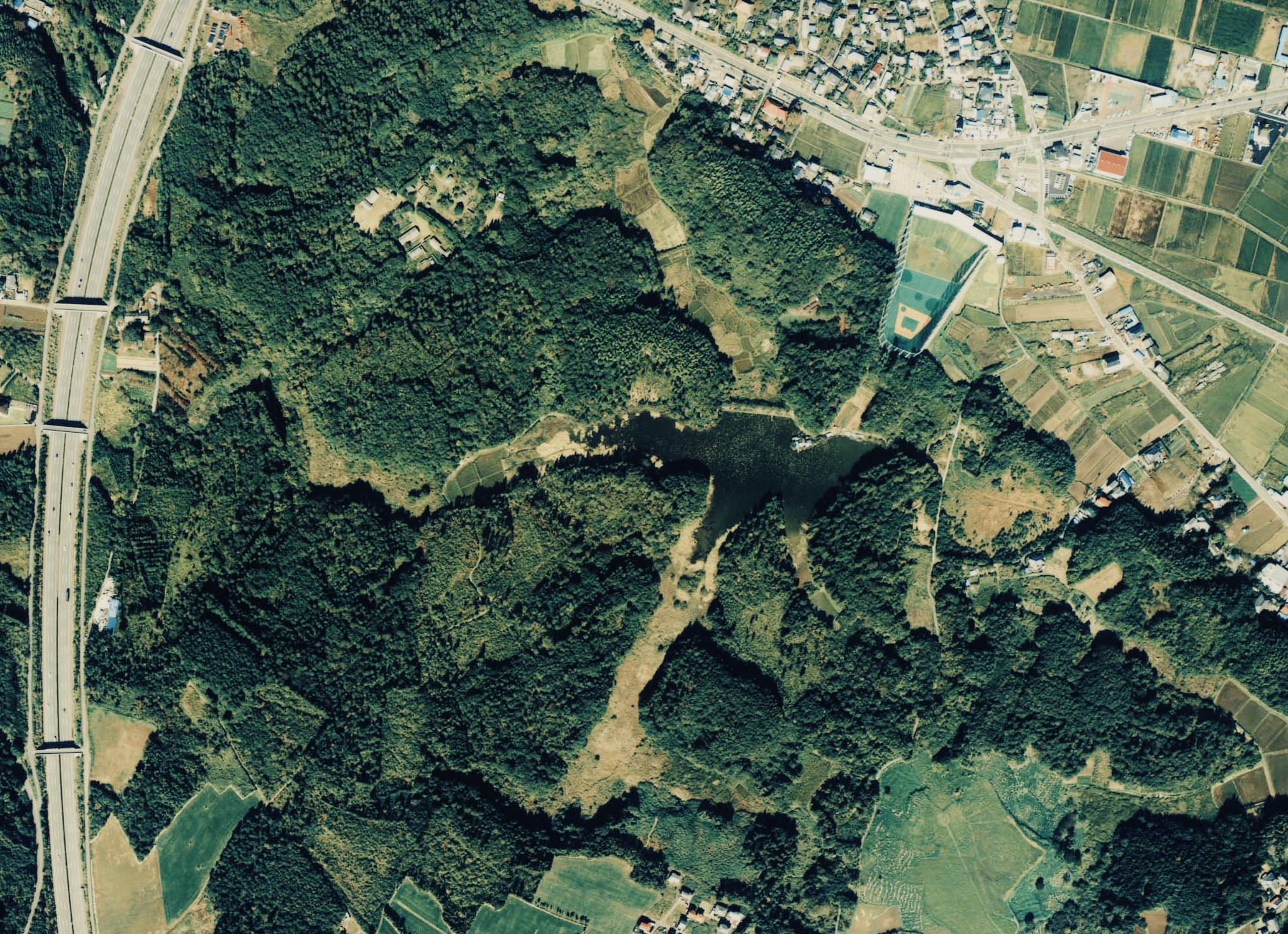
宍塚大池周辺の空中写真。画像左の道路は常磐自動車道。1990年撮影。
。

宍塚大池（ししつかおおいけ）は、茨城県土浦市宍塚にあるため池。2010年3月11日にため池百選に選定された。環境省モニタリングサイト1000の里地調査のコアサイトでもある。

## 概要
江戸時代以前から台地上の侵食された谷をせき止め築造され、周囲の水源林により貯水して、台地下に広がる水田地帯40ヘクタールを灌漑している。池の周辺には、上高津貝塚（国の史跡）、宍塚古墳群などが点在する歴史ある土地である。
ため池には多くの生物が生息し、近年生態系の保全が叫ばれる中、生物多様性という意味でも注目されており、特にここ宍塚大池では各大学や公的研究機関の研究者らが調査に訪れるなど、ため池研究の中心ともなっている。
宍塚大池周辺の土地は私有地につき、市道以外はみだりに立ち入る事はあまり好ましくない。

## 生物相
1995年の時点で植物681種、蝶62種（日本国内に生息する種の約4分の1）、鳥類140種が確認されている。

### 水草
- ハス、オニバス、ヒシ、クロモ、イヌタヌキモ、エビモ、オオトリゲモ、サンショウモ

### 甲殻類
- アメリカザリガニ

### 魚類
- オオクチバス、カムルチー、ブルーギル

### 両生類
- ウシガエル

### 爬虫類
- アカミミガメ（ミシシッピアカミミガメ）、クサガメ

### 鳥類（水辺の鳥）
- コガモ、マガモ、カルガモ、オオバン、カイツブリ、ヒドリガモ、オナガガモ、ヨシガモ、ハシビロガモ、キンクロハジロ、トモエガモ（ごく稀に）、コハクチョウ（稀に）、バン、コサギ、ダイサギ、アオサギ、アマサギ、ゴイサギ、カワウ、カワセミ、カシラダカ

### 鳥類（周辺の林内の鳥）
- ジョウビタキ、メジロ、ヒヨドリ、スズメ、モズ、コゲラ

## 交通
JR常磐線土浦駅西口から関東鉄道バス筑波大学中央またはつくばセンター・TXつくば駅行き乗車、宍塚下車、徒歩約600m。

## 関係する団体
- 宍塚の自然と歴史の会―周辺で保全活動をしている団体。